# Antonio Poma
Antonio Poma (Villanterio, 12 de junio de 1910 – Bolonia, 24 de septiembre de 1985) fue un cardenal y arzobispo católico italiano. Fue nombrado cardenal de la Iglesia católica por el Papa Pablo VI.

## Biografía
Nacido en Villanterio, diócesis de Pavía, el 12 de junio de 1910.
Completó sus estudios secundarios y de bachillerato en el seminario diocesano de Pavía, después fue a Roma al Pontificio seminario lombardo para asistir a la Pontificia Universidad Gregoriana.
Ordenado presbítero el 15 de abril de 1933, en 1934 se graduó en teología con una tesis sobre "Magno Felice Ennodio y algunas prerrogativas de la sede apostólica en los primeros siglos", tesis luego publicada en 1935.
Ya entrado en la diócesis, fue profesor de letras en el seminario menor de Pavía y secretario del obispo Giovanni Battista Girardi (†1942); después de la muerte del obispo, continuó la enseñanza de teología dogmática en el seminario de Pavía del que se volvió rector en julio de 1947 y al mismo tiempo asistente eclesiástico del Movimiento Graduados de Acción Católica.
Nombrado obispo titular de Tagaste y auxiliar del obispo de Mantua, monseñor Domenico Menna (†1957) el 28 de octubre de 1951, fue consagrado obispo el 9 de diciembre de 1951 en Pavía por monseñor Carlo Allorio, obispo de Pavía.
Nombrado coadjutor sedi datus de Mantua el 2 de agosto de 1952, sucedió al obispo de Mantua el 8 de septiembre de 1954. Allí reorganizó la curia diocesana, el archivo diocesano y el seminario, haciendo todo lo posible para la construcción de nuevas iglesias.
Promovido a arzobispo titular de Gerpiniana y coadjutor con derecho de sucesión del arzobispo de Bolonia, el cardenal Giacomo Lercaro el 16 de julio de 1967, se convirtió en arzobispo de Bolonia el 12 de febrero de 1968.
Creado cardenal por el Papa Pablo VI el 28 de abril de 1969, con el título de San Lucas en Vía Prenestina, fue presidente de la Conferencia Episcopal Italiana en febrero de 1969 al 18 de mayo de 1979.
Renunció a la archidiócesis de Bolonia el 11 de febrero de 1983, y murió en Bolonia el 24 de septiembre de 1985 a la edad de 75 años. Está sepultado en la Catedral metropolitana de Bolonia.